# Charles Vidor
Charles Vidor Károly (Budapest, 27 de julio de 1900 - Viena, 4 de junio de 1959), conocido como Charles Vidor, fue un cineasta estadounidense de origen húngaro, director de grandes clásicos, como Gilda o Adiós a las armas.

## Biografía
Charles Vidor Károly nació en una familia judía de clase media de Hungría. Pero ello no le impidió que fuera alistado en el bando húngaro en la Primera Guerra Mundial. Una vez acabado el conflicto, estudió ingeniería en la Universidad de Budapest primero, y en la de Berlín después. Fue precisamente en la capital alemana donde tomó contacto con el mundo del cine, trabajando como montador y director asistente para la productora alemana Universum Film AG. 
No tardó mucho en dar el salto a los Estados Unidos, en 1924. En esos primeros meses, trabajaría en algunos musicales de Broadway y en la compañía de Opera de Wagner británica. Concluidos esos trabajos, viajaría a Hollywood, donde empezaría como colaborador del director británico Alexander Korda. 
Después de estos primeros años de aprendizaje en la meca del cine, en 1931 se le da la oportunidad a Charles Vidor de dirigir su primer cortometraje, The Bridge, donde iniciaría su contrato con la Metro Goldwyn Mayer. Un año después, codirigiría junto a Charles Brabin su primer largo La máscara de Fu Manchú (The Mask of Fu Manchu), aunque en los créditos no figurara como tal. 
En 1933, ya como asalariado de la MGM, rodaría su primer film en solitario: Dama de cabaret (Sensation Hunters). El trabajo de Vidor en esta época cuenta con nueve títulos entre los que destacan Árbol genealógico (His family tree) (1935), Desconocidos (Strangers All) (1935) o The great Gambini (1937).  
En 1939, Vidor rompe su compromiso con MGM y llega a un acuerdo con Columbia Pictures. Aquí es donde llega al cenit de su popularidad como cineasta, aunque nunca llegó a tener una buena sintonía con el propietario de la productora, Harry Cohn. De todas maneras, la prolífica filmografía de Vidor es una de las más representativas de la década de los 40 haciendo de guiones insulsos y actores sin mucha chispa películas de buen gusto. Así, destacan La dama en cuestión (The Lady in Question) (1940), El misterio de Fiske Manor (Ladies in Retirement) (1941), Se acabó la gasolina (The Tuttles of Tahiti) (1942) o Las modelos (Cover Girl) (1944). Esta película es importante porque es la primera dirección de Vidor sobre la que sería su musa en sus próximos proyectos: Rita Hayworth. Y es que en 1946, llegaría Gilda, uno de los clásicos del cine y donde elevaría a Hayworth como la auténtica sex symbol de la primera época de la historia del cine, con su insinuante manera de quitarse el guante mientras cantaba Put the Blame on Mame.
Después de su siguiente proyecto Los amores de Carmen (The Loves of Carmen) (1948) nuevamente con Hayworth, Vidor tuvo una extraordinaria disputa que hizo que el director rompiera su contrato de 75,000 dólares con la Columbia para volver a la Metro en 1949. 
Durante los 50, Vidor siguió dirigiendo películas entre las que destacan El fabuloso Andersen (Hans Christian Andersen) (1952), Rapsodia (Rapshody) (1954), Quiéreme o déjame ("Love Me or Leave Me") (1955)  y otra de las grandes perlas de su filmografía Adiós a las armas (1957) (A Farewell to Arms).
En 1956, crea su propia productora Aurora Productions, aunque no llegó a disfrutar mucho de su éxito ya que el 4 de junio de 1959 en Viena, Vidor moría de un ataque al corazón mientras filmaba su película póstuma Magic Flame, que acabó George Cukor con el nombre de Song Without End (en castellano, Sueño de amor o Una llama mágica).

## Filmografía
Con MGM:
- 1932 - La máscara de Fu Manchú ("The Mask of Fu Manchu"), codirigiendo junto a Charles Brabin, aunque no aparezca en los créditos.
- 1933 - Dama de cabaret ("Sensation Hunters").
- 1934 - La hiena de la Quinta Avenida ("The Double Door").
- 1935 - Desconocidos ("Strangers All"). 
  - Árbol genealógico ("His Family Tree").
  - El valiente de Arizona ("Tha Arizonian")
- 1936 - ¿Quién la raptó? ("Muss 'em Up").
- 1937 - The Great Gambini.
  - A Doctor's Diary.
  - She's No Lady.
- 1939 - Rejas humanas ("Blind Alley"). 
  - Romance of the Redwoods.
  - Those High Grey Walls.

Con Columbia Pictures:
- 1940 - La dama en cuestión ("The Lady in Question")
  - Hijo mío ("My Son, My Son!")
- 1941 - El misterio de Fiske Manor ("Ladies in Retirement")
  - New York Town.
- 1942 - Se acabó la gasolina ("The Tuttles of Tahiti")
- 1943 - Los desesperados ("The Desperadoes")
- 1944 - Las modelos ("Cover girl") 
  - Otra vez juntos ("Together Again")
- 1945 - Canción inolvidable ("A Song to Remember")
  - Locamente enamorada ("Over 21")
- 1946 - Gilda ("Gilda")
- 1948 - Los amores de Carmen ("The Loves of Carmen")

Con Samuel Goldwyn:
- 1952 - El fabuloso Andersen ("Hans Christian Andersen")
  - Tempestad en Oriente ("Thunder in the east")

Con MGM:
- 1954 - Rapsodia ("Rhapsody")
- 1955 - Quiéreme o déjame ("Love Me or Leave Me")
- 1956 - El cisne ("The Swan")

Con Fox:
- 1957 - Adiós a las armas ("A Farewell to Arms")

"'Con Paramount Pictures:
- 1957 La máscara del dolor ("The joker is wild")

Con Aurora Productions:
- 1960 - Song Without End (finalizada por George Cukor)